# Orden gilbertina
La orden gilbertina fue una orden religiosa duplex, compuesta para comunidades monásticas femeninas bajo la Regla de San Benito y estatutos cisterciense y comunidades de canónigos regulares, bajo la Regla de San Agustín; además, había hermanos y hermanas legos.
Fue fundado por san Gilberto de Sempringham hacia 1130, siendo la única orden religiosa originada en Inglaterra. Difundida por los reinos británicos, sus casas fueron suprimidas en 1538 por Enrique VIII de Inglaterra durante la disolución de los monasterios, desapareciendo así la orden.

## Fundación

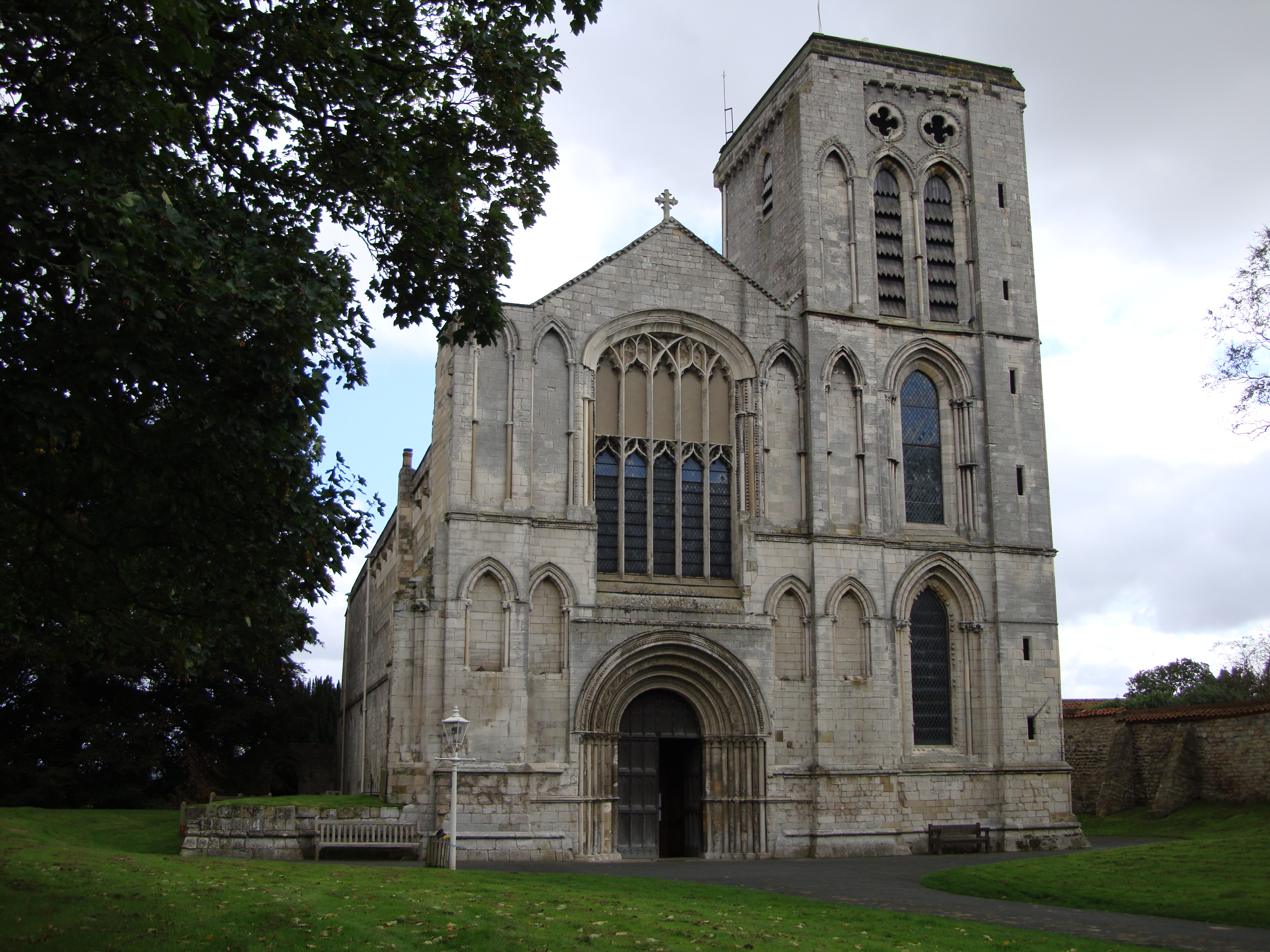
Priorato gilbertino de Malton.

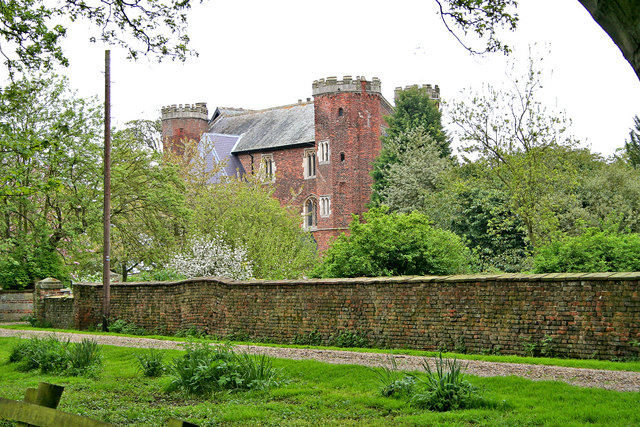
Priorato de Watton.

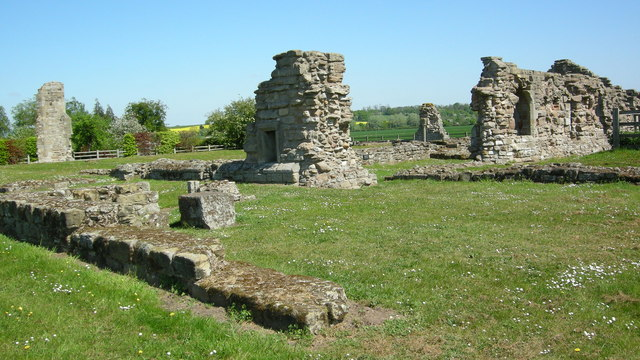
Ruinas del priorato de Mattersey.

San Gilberto, fascinado por el ideal monástico que promovía a Bernardo de Claraval, pensó fundar una comunidad masculina de monjes. En 1131, cambió de idea al fundar una comunidad con siete mujeres que él mismo había educado en la escuela parroquial que había fundado en Sempringham: seguían la regla cisterciense y fue el primer núcleo del futuro orden.
Poco a poco, admitió hermanas legas, que se encargaban de hacer las tareas cotidianas de mantenimiento, y hermanos legos que labraban los campos, lo cual permitía a las monjas dedicarse a la plegaria y la vida contemplativa. En 1139 la orden recibió del obispo de Lincoln, Alexander, unos terrenos en Haverholme, donde se asentó la primera fundación gilbertina. Años después, cuando ya había fundado otros monasterios, y viendo que no podía garantizar la asistencia espiritual a las monjas, Gilbert pidió ayuda a los cistercienses.

## Desarrollo
En 1147 fue a la abadía de Císter, en Francia, para pedir a Bernardo de Claraval y al capítulo general de la orden que admitieran sus monasterios a la Orden del Císter. Esta orden, sin embargo, todavía no tenía intenciones de crear una rama femenina y rechazaron la propuesta. Eugenio III, que había sido monje cisterciense, concedió a Gilberto una gran autonomía para que reorganizara sus monasterios como mejor pudiera resultar.
Al volver a Sempringham, y posiblemente influido por el conocimiento que había tenido de la orden de Fontevraud, orden doble con hombres y mujeres, que Roberto de Arbrissel había fundado en la Abadía de Fontevrault, Gilberto decidió fundar, para complementar a las comunidades femeninas, una orden de canónigos regulares que proveería de priores, capellanes y directores espirituales a las monjas. Los canónigos serían siete para cada casa y seguirían la Regla de San Agustín. Así, cada comunidad contaba con cuatro tipos de religiosos: monjas, hermanas legas, canónigos regulares y hermanos legos.
Los estatutos de la nueva orden fueron aprobados por Eugenio III en 1148 y confirmados por Adriano IV y Alejandro III.

## Vida cotidiana
El hábito de los canónigos gilbertinos consistía en una túnica negra y una capa y capucha de lana blanca. Las monjas gilbertinas, en imitación de los cistercienses, vestían un hábito blanco con velo negro.
Las abadías tenían en su centro la iglesia, donde un muro separaba a las religiosas de los canónigos; en el norte había el monasterio de monjas, y en el sur la zona de los canónigos. A pesar de la segregación, no faltaron episodios escandalosos. Todas las comunidades estaban bajo la autoridad de un prior general que residía en Sempringham, nombrado «Maestro de Sempringham» y que era elegido por el capítulo general, compuesto por los priores, prioras y cillereros (ecónomos) de cada casa. El capítulo se reunía una vez al año y podía deponer al prior general.

## Difusión
Los gilbertinos tuvieron una rápida difusión en Inglaterra e Irlanda: en 1189, al morir el fundador, había 13 monasterios (nueve de dobles y cuatro masculinos) con 1200 religiosas y 700 religiosos. Ingresaron mucho hijos de familias nobles y de entre sus filas salieron obispos de sedes importantes. En 1282, en conquistar los ingleses Gales, obligaron a las grandes familias del país a destinar algunos de sus hijos a la orden gilbertina. En el momento de máxima expansión, hubo 26 monasterios.

## Escándalos

### La monja de Watton
A mediados del siglo XII una chica fue llevada obligada al priorato de Watton. Mantuvo relaciones sexuales con un hermano lego, quedando embarazada. Según las crónicas de la época, tras capturar al padre, las otras monjas obligaron a la joven a castrar al hombre, para después encadenarla. Según el arzobispo de York Henry Murdac, la monja «perdió» el niño gracias a dos mujeres angelicales. San Elredo de Rieval declaró que fue un milagro, aunque criticó duramente a la comunidad monástica y al mismo san Gilberto por su falta de caridad.

## La revuelta de Sempringham
Cerca del final de la vida de san Gilberto, cuando contaba con cerca de noventa años de edad, algunos de los hermanos legos de Sempringham se alzaron contra él, a causa del excesivo trabajo y escasa comida. Los rebeldes, liderados por dos artesanos, recibieron dinero tanto de seglares como de religiosos para presentar el caso al papa. Alejandro III, en cambio, apoyó a Gilberto, a pesar de los cual las condiciones de los hermanos legos fueron mejoradas.

## Declive y supresión
A finales del siglo XV, Enrique VI de Inglaterra revocó los privilegios fiscales que tenían los monasterios gilbertinos, con lo cual empezó el declive económico de la orden, que continuó hasta que en 1538, Enrique VIII decretó la disolución de todos los monasterios de Inglaterra, Irlanda y Gales. La orden nunca más reavivó. Los últimos monjes se refugiaron en Roma, donde llevaron las reliquias del fundador.